# (31831) 1999 YL
1999 YL (asteroide 31831) é um asteroide da cintura principal. Possui uma excentricidade de 0.06850380 e uma inclinação de 22.39641º.
Este asteroide foi descoberto no dia 16 de dezembro de 1999 por LINEAR em Socorro.